# هجوم حماة 2016
هجوم حماة 2016، الذي سمي بمعركة في سبيل الله نمضي من طرف المعارضة، هو عملية هجومية عسكرية شنها معارضون سوريون خلال الحرب الأهلية السورية في الأجزاء الشمالية من محافظة حماة، كمحاولة لتخفيف الضغط عن المعارضين الذين يقاتلون في مدينة حلب.

## الهجوم

### تقدم المعارضة
بدأت العملية في 29 أغسطس، بتفجيرين انتحاريين بسيارتين لجند الأقصى على نقاط التفتيش التابعة للجيش السوري بالقرب من قرية اللطامنة. وأعقب ذلك قتال عنيف، تمكن المعارضون بعد ذلك من الاستيلاء على العديد من القرى بسرعة. وقد تم إرسال ميليشيا قوات الدفاع الوطني المحلية الموالية للحكومة إلى معتكف مفاجئ وغير منسق، مما أدى إلى استيلاء المعارضين على بلدة حلفايا.
خلال الساعات الأربع والعشرين القادمة، أجرت القوات الجوية السورية 52 ضربة جوية، أدت إلى مقتل ما لا يقل عن 20 معارضا، وسرعان ما تمكن الجيش من إعاده الاستيلاء على إحدى القرى بشكل مؤقت، قبل أن يجبر مرة أخرى على التراجع. وبحلول مساء 30 أغسطس، تمكن المعارضون أيضا من الاستيلاء على بلدة طيبة الإمام، فضلا عن قريتين أخريين مجاورتين. وفي اليوم التالي، تمكن المعارضون من دخول بلدة صوران، ولكنهم بعد ذلك أجبروا على التراجع بعد فشلهم في الاستيلاء على مركز البلدة. بيد أنه، بعد أربع ساعات، شن هجوم ثان للمعارضين انتهى في نهاية المطاف في استيلاء المعارضين على صوران. بعد ذلك، بدأت قوات المعارضة بقيادة جند الأقصى هجوما على قرية معان العلوية، زاعمة أنها استولت بالفعل على حاجز صغير شمال المستوطنة و4 نقاط تفتيش إلى الشرق.
في 1 سبتمبر، استولى المعارضون على بلدة معردس، فضلا عن قرية مجاورة. وخلال التقدم الذي أحرزه المتمردون في معردس، استولى المتمردون على قاعدة صاروخية تقوم القوات الروسية باعدادها لاستخدامها. وخلال الأيام الأربعة القادمة، نفذت عدة هجمات مضادة للجيش غير ناجحة في محاولة لاعادة الاستيلاء على البلدة. وفي الوقت نفسه في أماكن أخرى، صدت القوات الحكومية هجمات المعارضة على قرى معان، كوكب والجبين.
في 2 سبتمبر، دمرت إيروسباسيال غازيل تحلق على ارتفاع منخفض في الجو بصاروخ بي جي إم-71 تاو لجيش العزة. وفي اليوم التالي، استعاد الجيش السوري مؤقتا تل الصمام، قبل أن يفقده مرة أخرى في وقت لاحق من اليوم. وبعد يومين، استولت القوات الحكومية على اثنين من التلال المطلة على بلده قمحانة، وأجبرت المعارضين على التراجع من ضواحي البلدة.

### هجوم مضاد للجيش، تقدم المعارضة الجديد والجمود
في 6 سبتمبر، صد الجيش السوري هجمات المعارضة على معان وقرية كراح المجاورة. في هذه العملية، استعادت وحدات الجيش السوري قرية بطيش. في 7 سبتمبر، شنت وحدات الجيش السوري وقوات الدفاع الوطني هجوما جديدا ضد معردس وطيبة الإمام، وقام بتطهير المنطقة المحيطة بكوكب، واستولى على ثلاث قرى بحلول 9 سبتمبر.
في 11 سبتمبر، إثر هجوم انتحاري استهدف مواقع للجيش، استولى المعارضون على كوكب. وفي 13–14 سبتمبر، شنت قوات المعارضة عدة هجمات بالقرب من معان ومعردس وسيطرت على عدد من نقاط التفتيش، وإن كانت الحكومة قد صدت هجماتها على البلدات نفسها.
اعتبارا من 15 سبتمبر، عقب المكاسب التي تحققت في الأسبوعين الماضيين، كان المعارضون يستعدون للبدء في المرحلة الثانية من هجومهم للوصول إلى مدينه حماة. وفي الوقت نفسه، كانت القوات الحكومية تحشد من أجل هجوم مضاد لاستعادة جميع الأراضي التي فقدتها.

### مزيد من مكاسب المعارضة
شن الجيش هجومه المضاد في 21 سبتمبر، وتقدم، واستولى على تلة ومزارع عديدة على الحافة الشرقية لمعردس. وادعى المعارضون أنهم دمروا أربع دبابات تابعة للجيش أثناء القتال وأنهم أسروا 20 جنديا وأعدموهم. في اليوم التالي، استولى الجيش على عدة مزارع قرب معردس. بيد أنه، في 23 سبتمبر، عكست قوات المعارضة جميع المكاسب التي حققتها الحكومة خلال هجوم مضاد، بينما كانت هناك تقارير متضاربة حول الذين سيطروا على قرية الإسكندرية. وفي اليوم نفسه، قصفت الطائرات الحربية الروسية مقرا للمعارضة في كهف في طيبة الإمام، مما أسفر عن مصرع 22 مقاتلا معارضا من جيش إدلب الحر.
في 24 سبتمبر، استولى المعارضون على معان والكبارية بعد معركة قصيرة. وقد شن الجيش السوري في وقت لاحق هجوما مضادا على نطاق صغير، داخلا مجددا إلى الكبارية.
في 27 سبتمبر، تقدم المعارضون مرة أخرى واستولوا على ست قرى أخرى. في 28 سبتمبر، طبقا للجيش السوري، استخدم جند الأقصى أسلحة كيميائية ضد المدافعين الموالين للحكومة حيث هاجمت الجماعة كراح واستولت عليها. وردا على تقدمات المعارضة، أرسلت عدة وحدات موالية للحكومة كتعزيزات إلى محافظة حماة وسرعان ما أعلنت القوات الحكومية هجوما مضادا جديدا، لم يسفر عن أي مكاسب. بحلول 29 سبتمبر، استولى المعارضون على 42 بلدة، قرية وتلة. وفي الوقت نفسه، اندمجت الجماعة المعارضة أحرار داريا (أصلها من داريا) مع جيش النصر وانضمت إلى المعركة في شمال حماة.
في 6 أكتوبر، أفيد بأن فؤاد الصالح، الزعيم البارز ل'ميليشيا الفهود'، قد قتل في شمال حماة.

### هجوم مضاد للجيش والحكومة تستعيد الأرض
في 8 أكتوبر، مستفيدا من الاقتتال بين المعارضة في محافظة إدلب المجاورة، شن الجيش هجوم مضاد واستعاد 10 قرى (بما فيها كراح)، العديد من التلال، حاجزين ومطار. واصل الجيش تقدمه نحو قرى أخرى مجاورة، وعلى وجه التحديد معان، في حين استهدفت ضربة جوية روسية مباشرة قافلة صغيرة تغادر كوكب.
في 9 أكتوبر، استعاد الجيش قريتين أخريين (معان والكبارية)، فضلا عن أجزاء من كوكب. وقد تجدد القتال من أجل معان في وقت لاحق من تلك الليلة، وبحلول اليوم التالي كانت كلتا القريتين مرة أخرى تحت سيطرة المعارضة. وفي وقت لاحق، شنت القوات الحكومية هجوما جديدا على معان، وتعرضت البلدة، إلى جانب كوكب المجاورة، للاستهداف الشديد بفعل الضربات الجوية. في 11 أكتوبر، استولى الجيش على الكوكب، فضلا عن الكبارية مرة أخرى. وقد صد هجوم مضاد لاحق للمعارضين على كوكب، وأفيد أن المعارضين تكبدوا خسائر فادحة في الأرواح. بعد ذلك بيومين، استولى الجيش على معان، فضلا عن تلة مجاورة.
في 16 أكتوبر، استولت القوات الحكومية على معردس وقرية الإسكندرية. وجاء التقدم بعد أن تمكنت وحدات الجيش من السيطرة على تل العبادة المجاور في اليوم السابق وفرض السيطرة النارية على معردس.